# 회색곰
회색곰(학명:Ursus arctos horribilis, ‘공포의 곰’이라는 뜻, 영어: Grizzly Bear 또는 North American Brown Bear)은 일반적으로 불곰의 아종으로 여겨지는 황갈색 곰이다. 몸무게는 수컷이 300kg, 암컷이 200kg이다. 그렇다고 행동이 굼뜨지는 않다. 걸을 때는 육중하게 발걸음을 옮기지만, 전속력으로 달리면 시속 50km의 속도를 낼 수 있다.
북미의 서부 고지대에 서식한다. 서식하는 지역에서는 최상위 포식자로 자리매김하고 있으며, 아메리카흑곰과 같이 서식하는 경우는 이들을 압도한다. 회색곰은 어깨에 혹이 튀어나와 있는 것이 특징인데, 이 혹은 곰이 무언가를 파헤칠 때 앞발에 힘을 실어 주는 근육 덩어리다. 단독으로 행동하는 동물이며, 평상시에는 그리 위험하지 않으나, 위협을 느끼거나 새끼가 위험에 처했을 때는 공격적으로 행동한다. 분포범위는 과거에 비해 많이 줄어들었지만, 국제자연보호연맹은 이들을 "낮은 위기/관심필요"로 분류하고 있다. 지리적 위치에 따라 곰은 금색이나 짙은 갈색, 심지어 흑색을 띠기도 한다.

## 먹이
회색곰은 완벽한 육식동물이다. 불곰 중에서도 코디악곰처럼 오직 육식만 하는 곰이며 덩치도 커서 큰 먹잇감만 사냥한다. 사슴, 순록, 와피티사슴, 말코손바닥사슴, 큰뿔양, 돌산양, 흰바위산양은 물론 심지어는 퓨마, 캐나다스라소니, 늑대, 여우, 흑곰 같은 육식동물도 잡아 먹는다. 인간도 먹이로 삼는다. 북미에선 회색곰에 의해 일 년에 약 300명의 사람이 잡아먹힌다. 연어를 잘 잡아먹는 것으로도 많이 알려져 있다. 곤충을 먹는 것은 가끔이다.

## 같이 보기
- 아메리카흑곰
- 코디악곰
- 아무르큰곰
- 안경곰